# Uklon
Uklon ali difrakcija je širjenje valov (elektromagnetno valovanje različnih valovnih dolžin, valovanje na vodi ali v zraku) v področje sence. Pojav se opazi vedno, kadar valovanje naleti na neprozorno oviro ali na majhne odprtine. Podoben pojav se opazi tudi, kadar valovanje potuje skozi sredstvo s spremenljivim lomnim količnikom. Ker pa imajo tudi snovni delci valovne značilnosti, se opaža pojav uklona tudi z osnovnimi delci. 
Pojav se najlepše opazuje, kadar imajo ovire velikost valovnih dolžin valovanja. Če so ovire mnogokratne (npr. uklonska mrežica), pride po prehodu ovire do zapletenih oblik, ki nastanejo zaradi interference.

## Huygensovo načelo in uklon
Širjenje valovanja pojasnjuje Huygensovo načelo, ki pravi, da je vsaka točka valovnega čela nov izvor krogelnega vala, ki nadaljuje pot z isto hitrostjo kot izvorni val. Iz dvojne reže zaradi tega dobimo dva krogelna vala (poenostavitev). Na nekaterih mestih za režo pride do ojačanja amplitude valov (konstruktivna interferenca), na drugih pa do zmanjšanja amplitude valov (destruktivna interferenca). Ta pojav imenujemo interferenca (superpozicija). 

## Uklon na zaslonki
Najenostavnje je opisati uklon na površini (dvorazsežnostni problem). Takšen je na primer uklon valovanja na vodni površini. 

### Uklon na eni reži
Uklon valovanja za oviro, ki ima samo eno režo je precej enostaven za opis in razumevanje. Po prehodu reže na zaslonki dobimo na drugi strani interferenčno sliko, ki kaže maksimume in minimume v jakosti svetlobe. Kadar je do določene točke razlika  v poteh enaka {\displaystyle \lambda /2\!} ali je mnogokratnik te vrednosti pride do oslabitve jakosti svetlobe, nasprotno pa pride do ojačanja, kadar je razlika enaka valovni dolžini {\displaystyle \lambda \!} ali njenemu mnogokratniku. To se lahko zapiše kot:
{\displaystyle d\,\sin \theta _{n}=n\lambda \!\,,}
kjer je:
- {\displaystyle d\!} širina reže
- {\displaystyle n\!} celo število, različno od nič
- {\displaystyle \theta \!} kot uklona

## Uklon na okrogli odprtini
Slika, ki jo da uklon na okrogli reži, se imenuje Airyjev disk. Jakost svetlobe v odvisnosti od kota je enaka:
{\displaystyle I(\theta )=I_{0}\left({\frac {2J_{1}(ka\sin \theta )}{ka\sin \theta }}\right)^{2}\!\,,}
kjer je:
- {\displaystyle a\!} polmer reže
- {\displaystyle k\!} je enak {\displaystyle 2\pi /\lambda \!}
- {\displaystyle J_{1}\!} je Besselova funkcija
- {\displaystyle \theta \!} uklonski kot

## Uklon na uklonski mrežici
Uklonska mrežica vsebuje ponavljajočo se  strukturo, ki uklanja svetlobo. Pri tem dobimo v različnih smereh ojačanja. Smeri teh ojačanj so odvisne od strukture mrežice in valovne dolžine vpadajoče svetlobe. Jakost kaže izrazite maksimume v smereh določenih kotov, ki jih dobimo z naslednjim obrazcem:
{\displaystyle d\left(\sin {\theta _{m}}+\sin {\theta _{i}}\right)=m\lambda \!\,,}
kjer je:
- {\displaystyle \theta _{m}\!} kot maksimuma
- {\displaystyle \theta _{i}\!} kot pod katerim vpada svetloba
- {\displaystyle d\!} razdalja med zarezami v mrežici
- {\displaystyle m\!}  celo število (pozitivno ali negativno)

## Braggov uklon
Braggov uklon je uklon, ki ga opazimo pri uklonu valovanja z izredno kratkimi valovnimi dolžinami (npr. rentgenski žarki) na kristalni mreži. Podobno se na kristalni mreži uklanjajo tudi nevtroni in elektroni.
Koti v katerih pride do ojačitev (maksimumi) valovanja so:
- {\displaystyle m\lambda =2d\sin \theta \!\,,}

kjer je:
- {\displaystyle \lambda \!} valovna dolžina,
- {\displaystyle d\!} razdalja med ravninami v kristalu
- {\displaystyle \theta \!} kot pod katerim se širijo uklonjeni valovi
- {\displaystyle m\!} celo število (red uklonjenega žarka)

## Uklon osnovnih delcev
Glej uklon elektronov in uklon nevtronov 
Kvantna teorija pravi, da se vsi osnovni delci obnašajo tudi kot valovi. Zaradi tega lahko kaže žarek osnovnih delcev interferenco in uklon kot ga kaže vsako valovanje. Valovna dolžina, ki je povezana z osnovnim delcem je enaka de Broglijevi valovni dolžini:
{\displaystyle \lambda ={\frac {h}{p}}\!\,,}
kjer je:
- {\displaystyle h\!} Planckova konstanta
- {\displaystyle p\!} gibalna količina delca

Makroskopski delci imajo tako majhno valovno dolžino, da uklona ne moremo videti. 

## Omejitve zaradi uklona
Optični sistemi imajo omejitev v ločljivosti zaradi uklona svetlobe. Svetloba se ne fokusira v toči, ampak dobimo Airyjev disk, ki ima sicer središčno točko v goriščni ravnini. Polmer diska do prvega minimuma je enak:
{\displaystyle d=1,22\lambda N\!\,,}
kjer je:
- {\displaystyle \lambda \!} valovna dolžina svetlobe
- {\displaystyle N\!} zaslonsko število (goriščna razdalja deljena s premerom)

Kotna ločljivost je enaka:
{\displaystyle \sin \theta =1,22{\frac {\lambda }{D}}\!\,,}
kjer je:
- {\displaystyle D\!} premer vstopne zenice